# Sommerkahl (Speckkahl)
Die Sommerkahl oder der Sommerkahler Bach, früher auch Sonderkahl oder Sonderkahlerbach genannt, ist ein linker Zufluss der Kahl im Landkreis Aschaffenburg im bayerischen Spessart. Sie entspringt unterhalb des Engländers und mündet bei Langenborn in die Kahl. Vom Oberlauf bis zum Ortseingang von Sommerkahl wird der Bach Speckkahl genannt.

## Name
Der Name Sommerkahl geht aus dem mittelhochdeutschen Wort Sumer, was Sommer bedeutet, hervor. Dies bezieht sich auf die sonnige Lage im unteren Talabschnitt. Für den Ursprung des Wortes Kahl siehe Name der Kahl. Der Bach gab dem Ort Sommerkahl seinen Namen.
Der Name Speckkahl stammt aus einer Zeit, als es im Spessart nur wenige Wege gab. Noch bis in die erste Hälfte des 20. Jahrhunderts trugen die Sommerkahler ihren Schinken und Speck entlang dieses Bachlaufs und weiter über den Engländer nach Jakobsthal, früher „Knöpphütte“ genannt. Dort tauschten die Bewohner Knöpfe (daher der Name) und Perlen aus Glas gegen die Lebensmittel aus Sommerkahl.

## Geographie

### Verlauf

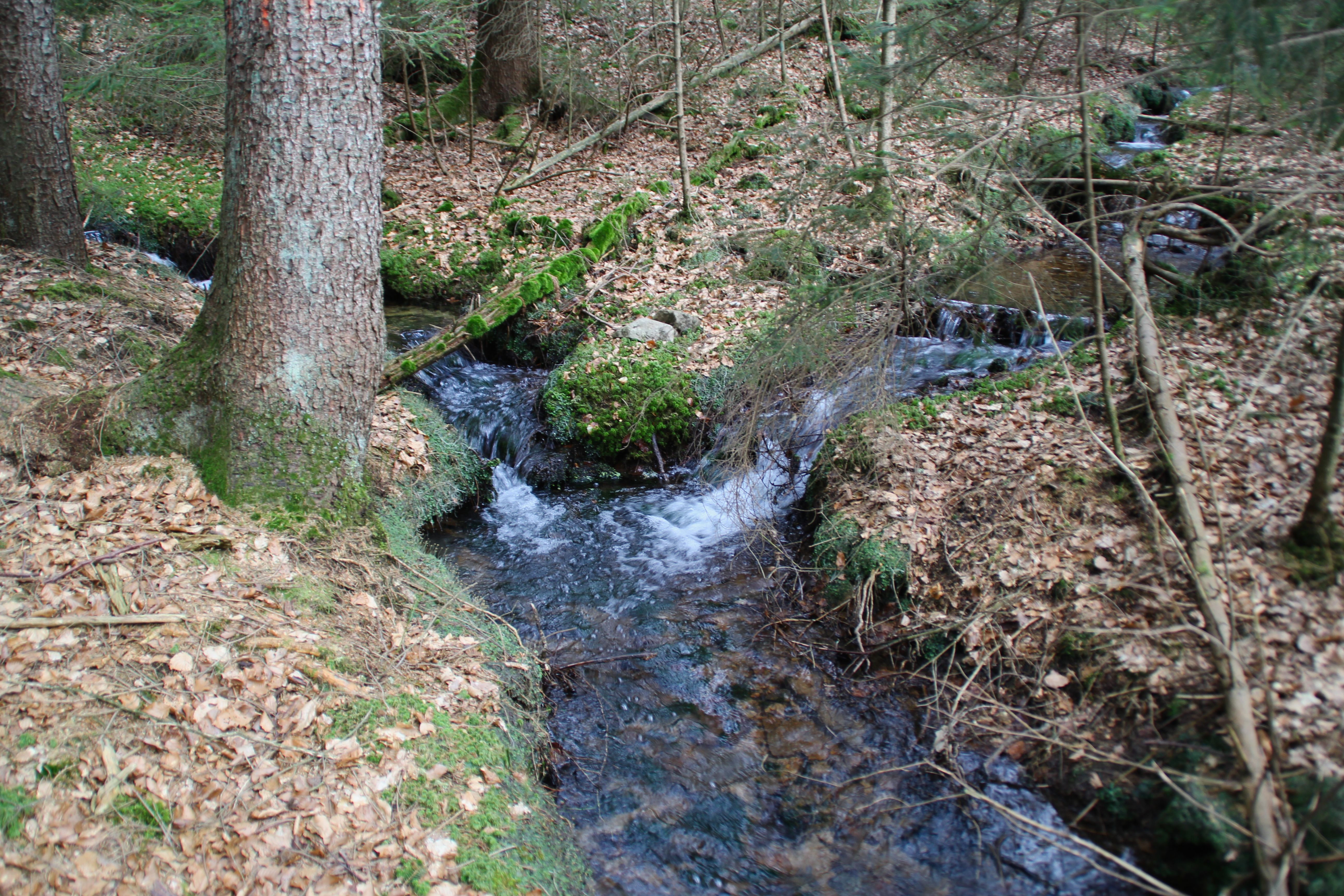
Zusammenfluss der Quellbäche der Speckkahl

Die beiden kurzen Quellbäche der Speckkahl entspringen östlich von Sommerkahl am bewaldeten Fuße des Bergrückens der Eselshöhe, am Westhang des Spindelberges (520 m ü. NHN), unterhalb des Engländers. Die Quelle des längeren rechten Quellbaches ist der im gemeindefreien Gebiet Schöllkrippener Forst liegende Ruhborn.
Der Zusammenfluss beider Bäche und der weitere Verlauf der Speckkahl liegen im etwa 44 ha großen Naturschutzgebiet Amphibienfreistätte Speckkahl. Sie mäandriert danach zwischen Grasberg und Schmachtberg durch die Wiesen von sechs Lichtungen im Naturschutzgebiet und wird von den Bächen der Schichtquellen Finkenborn und Steinbergsborn verstärkt.
Nachdem die Speckkahl den Wald in westliche Richtung verlassen hat, passiert sie das Gehöft Haidberg. Dort mündet von links ein Bach, der im Sailaufer Forst entspringt und einen kleinen Wasserfall herabstürzt. Anschließend fließt der Speckkahl von rechts der Bach aus dem Fuchsborn zu und sie dient als Wasserzuleitung einiger Fischweiher. Ab etwa der Grube Wilhelmine, am Ortseingang von Sommerkahl wird die Speckkahl dann Sommerkahl genannt. Dort überquert der Degen-Weg den Bach.
Die Sommerkahl durchfließt das Ober- und Unterdorf des gleichnamigen Ortes und wurde früher zum Betreiben der Obermühle, Glasermühle, Geßnermühle, Pfaffsmühle und Antonsmühle genutzt. Westlich von Sommerkahl unterquert sie die Staatsstraße 2305 und mündet bei Langenborn in die Kahl.
Die Sommerkahl ist neben Geiselbach, Reichenbach und Westerbach der größte Zufluss der Kahl.

### Flusssystem Kahl
- Liste der Fließgewässer im Flusssystem Kahl

## Natur und Umwelt

### Amphibienfreistätte Speckkahl

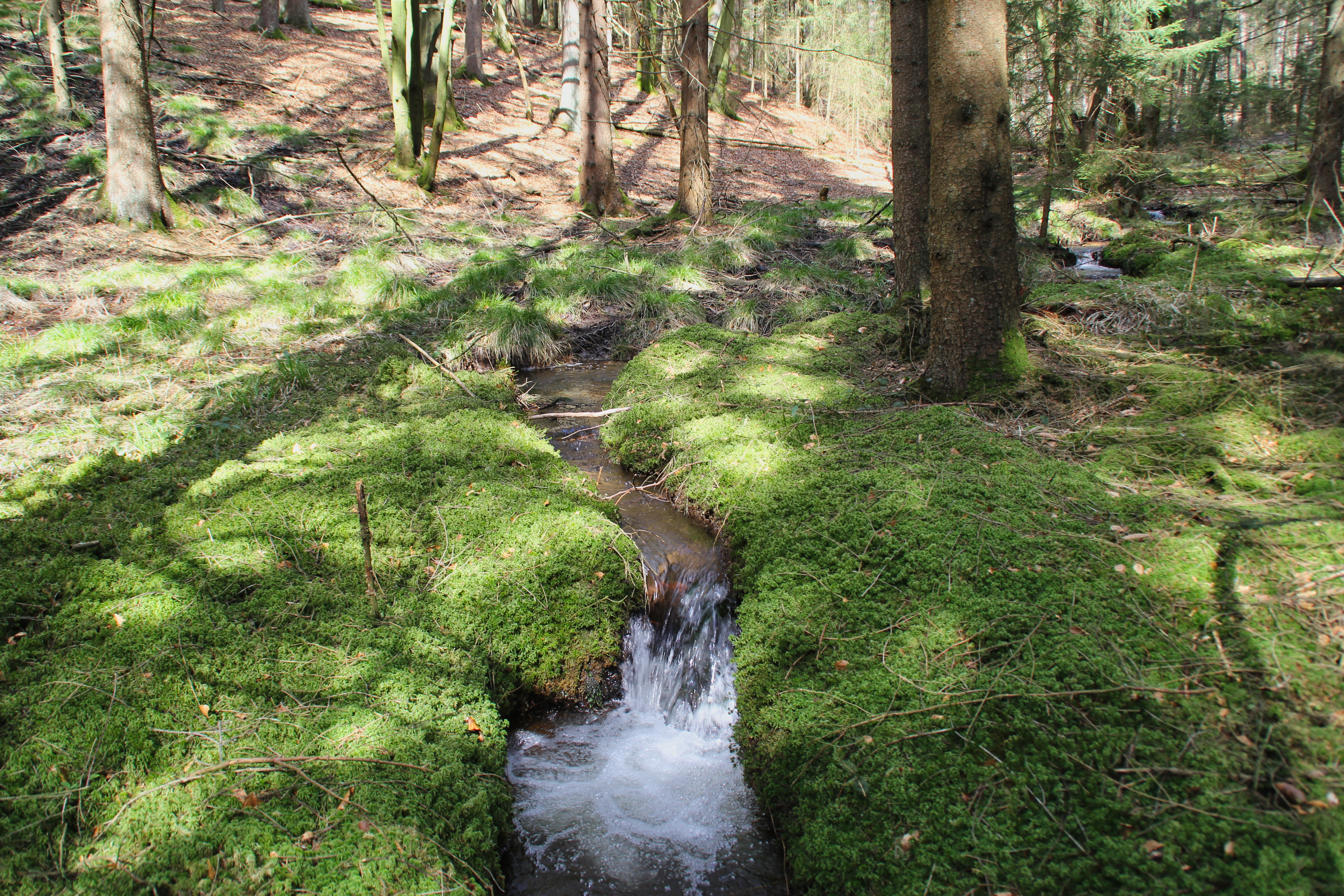
Die Speckkahl im Naturschutzgebiet

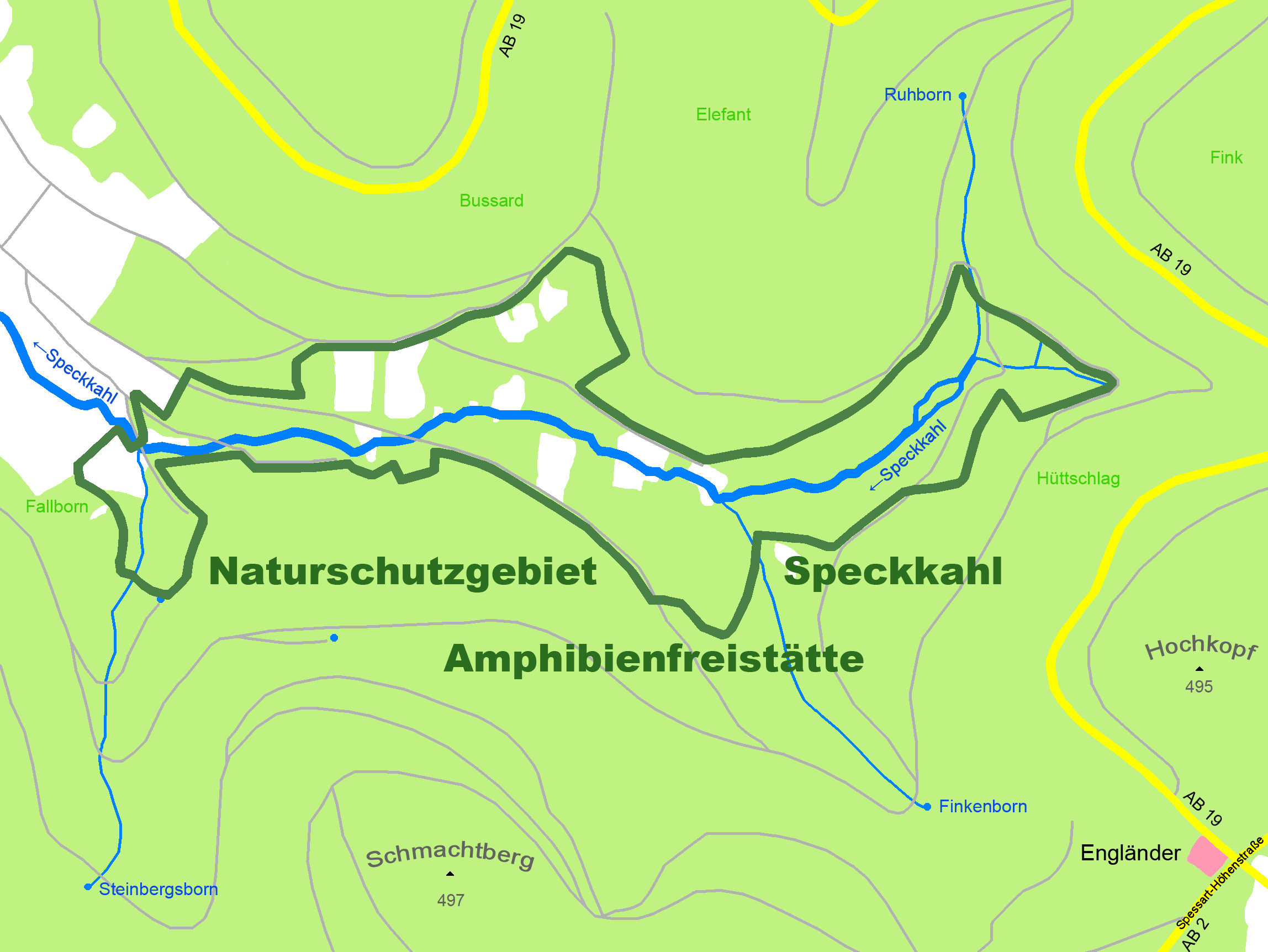
NSG Amphibienfreistätte Speckkahl

Die 44 Hektar große Amphibienfreistätte Speckkahl, im engen Tal der Speckkahl, wurde 1983 zum Naturschutzgebiet erklärt. Das durch jahrhundertelange Bergbauaktivitäten baumfreie Tal mit seinen versumpften Urwiesengründen und moorigen Flächen ist im sonst dicht bewaldeten Spessart eine Besonderheit. Im durchnässten Quellmoor wuchern zarte Moose, im sumpfigen Tal blühen Feuchtwiesen. Tümpel und Altwässer sind Laichgebiet für eine große Zahl von Amphibien wie Bergmolche und darüber hinaus die Ringelnatter.

## Geschichte

### Mühlen
- Obermühle
- Glasermühle (Gerts-Mühle)
- Geßnermühle
- Pfaffsmühle
- Antonsmühle (Untermühle)

Siehe hierzu auch die Liste von Mühlen im Kahlgrund.